# Tanjung Sari (Pengandonan)
Tanjung Sari is een bestuurslaag in het regentschap Ogan Komering Ulu van de provincie Zuid-Sumatra, Indonesië. Tanjung Sari telt 367 inwoners (volkstelling 2010).